# Un uomo, un cavallo, una pistola
Un uomo, un cavallo, una pistola (Brasil: Um Homem, Um Cavalo, Uma Pistola ) é um filme italiano do gênero western Spaghetti lançado em 1967.

## Sinopse
Tomando a identidade de um inspetor postal encontrado morto na trilha, um estranho pistoleiro caçador-de-recompensas, cavalga numa pequena cidade do oeste quando de repente, se vê em meio a um assalto à diligência executado por uma quadrilha de 20 sanguinários pistoleiros. Descobrindo que o objeto do ataque não era um cofre cheio de ouro, mas sim a própria diligência que foi construída em ouro, ele convoca a ajuda de um velho pregador vigarista e vai atrás da perigosa quadrilha e seu precioso produto de roubo.

## Elenco
- Tony Anthony ... Estranho
- Daniele Vargas ... Good Jim
- Marco Guglielmi ... Pastor
- Jill Banner ... Caroline
- Marina Berti ... Ethel
- Dan Vadis ... En Plein
- Raf Baldassarre ... Chrysler
- Renato Mambor ... Alvarez